# Ferdinand Portmans

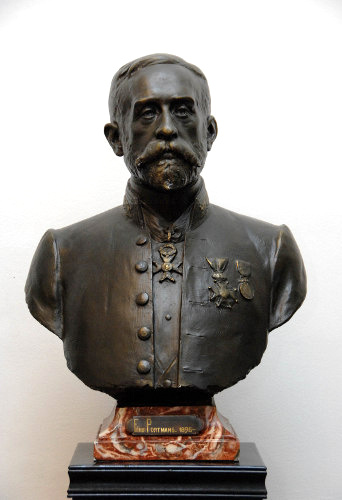
Borstbeeld van Ferdinand Portmans door Emile Cantillon.

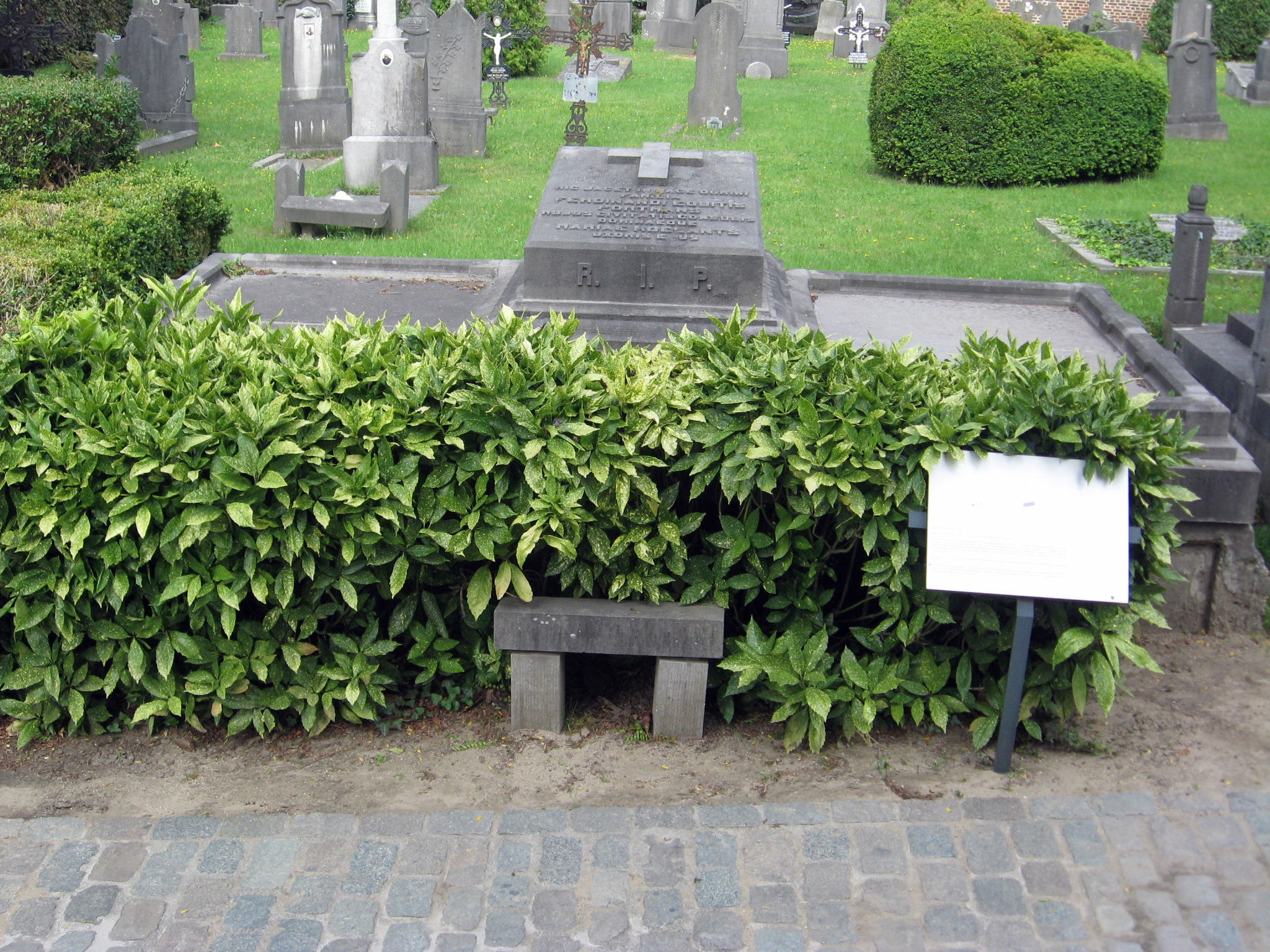
Grafmonument van Ferdinand Portmans op het Oud Kerkhof van Hasselt.

Ridder François Marie Ferdinand Portmans (Sint-Truiden, 23 december 1854 - Hasselt, 19 maart 1938) was een Belgisch politicus. Hij was parlementslid voor de Katholieke Partij en was ruim 40 jaar burgemeester van de stad Hasselt. Hij combineerde zijn politieke activiteiten met zijn ambt als notaris.

## Afkomst en familie
Ferdinand Portmans was de zoon van Jan Portmans uit Sint-Truiden die er het ambt van vrederechter uitoefende, en van Elisabeth Van Ham. Het geslacht Portmans behoorde al in de 18e eeuw tot de burgerij van de stad.
Portmans huwde in 1883 met de Hasseltse Marie Roelants (1862-1933), dochter van voormalig burgemeester Armand Roelants. Samen hadden ze negen kinderen, onder wie John (1884-1961) die zijn vader opvolgde als notaris, Etienne (1895-1962) die priester werd, Fernand (1896-1983) die notaris en burgemeester (1939-1964) in Dendermonde werd en Walthère (1886-1974) die zijn broer als notaris opvolgde in Hasselt. Deze laatste was de enige van de broers die voor nageslacht zorgde.
In 1930 werd François of Ferdinand Portmans in de adelstand verheven en kreeg hij de riddertitel die overging op de eerstgeborene.

## Loopbaan
Portmans volgde middelbaar onderwijs aan het gemeentelijk college van zijn geboortestad en studeerde daarna rechten en notariaat aan de Katholieke Universiteit Leuven.
In 1881 stapte hij in de Sint-Truidense gemeentepolitiek. Hij werd er gemeenteraadslid, was medestichter van het eerste katholieke ziekenfonds van de stad en was tijdens de Schoolstrijd voorzitter van het schoolcomité.
Portmans vestigde in 1885 zijn notariskantoor in Hasselt maar bleef tot in 1887 in Sint-Truiden gedomicilieerd.
In 1892 werd hij verkozen tot lid van de Limburgse provincieraad. Bij de gemeenteraadsverkiezingen van 1895 werd Portmans het boegbeeld van de katholieke lijst in tegenstelling tot de algemene verwachting dat Hasselaar en volksvertegenwoordiger Adrien de Corswarem de lijst zou trekken. Door de invoering van het algemeen meervoudig stemrecht in 1893 was het aantal kiezers in Hasselt bijna verdubbeld. Door het opnemen van enkele democratische doelstellingen in het katholieke partijprogramma wonnen zij de verkiezingen van de lijst van de liberale burgemeester Ernest Goetsbloets en veroverden alle zetels in de gemeenteraad. Portmans volgde Goetsbloets onmiddellijk op als burgemeester en stelde hiermee een einde aan een periode van 17 jaar liberaal beleid.
Zijn zetel in de provincieraad verruilde Portmans in 1912 voor die van katholiek volksvertegenwoordiger voor het arrondissement Hasselt. Het daaropvolgende jaar werd hij senator als opvolger van de pas overleden baron Whettnall en hij vervulde dit mandaat tot in 1932.
Portmans was gedurende ruim 40 jaar burgemeester van de Limburgse hoofdstad. Tijdens de Eerste Wereldoorlog was hij voorzitter van het Hasseltse Comité voor Hulp en Voeding. Na de oorlog werd begonnen met de uitbreiding van Hasselt buiten de oude, intussen afgebroken stadswallen. De eerste wijken in Runkst werden gebouwd waardoor er een nieuwe parochie ontstond en ten westen van de stadskern ontstond de Heilig-Hartwijk.
Vanaf het begin van de 20e eeuw waren een aantal sociaal voelende schepenen actief in het schepencollege zoals kunstenaar Djef Anten, volksvertegenwoordiger Adriën de Corswarem en vooral jurist Paul Bellefroid. Dit kon niet beletten dat na de Eerste Wereldoorlog, toen deze personen niet meer actief waren in de gemeenteraad, de vrij conservatieve Portmans binnen zijn eigen stroming tegenwind kreeg van het Algemeen Christelijk Werknemersverbond onder de bezieling van priester-senator Pieter-Jan Broekx. Vlaams-democratische christelijke politici zoals dokter Jozef Bollen en ingenieur Jules Van Caenegem werden verkozen op de lijst gesteund door het ACW en ze voerden een dynamisch investeringsbeleid.
Bij de verkiezingen van 1932 behaalden de Vlaams-democraten 7 zetels terwijl de conservatieve lijst er slechts zes behaalde. Door het overlopen van een verkozene van de Vlaams-democraten naar de conservatieven kon Portmans toch burgemeester blijven.
In 1937 volgde Jozef Bollen hem op als burgemeester en wist hij de eenheid in het christelijke kamp te herstellen. Het daaropvolgende jaar stierf Portmans op 83-jarige leeftijd. Hij werd begraven op het Oud Kerkhof van Hasselt. Een straat in de buurt van de Havermarkt, waar zijn notariskantoor was gevestigd, werd naar hem vernoemd.